# David Busst
David Busst (Birmingham, 30 giugno 1967) è un allenatore di calcio ed ex calciatore inglese, di ruolo difensore.

## Caratteristiche tecniche

### Giocatore
Era un difensore centrale.

## Carriera

### Giocatore
Nell'estate del 1992 passa dai semiprofessionisti del Moor Green al Coventry City, club della prima divisione inglese; nella stagione 1992-1993 fa il suo esordio in tale categoria (oltre che, in generale, da professionista) e nel corso della stagione gioca 10 partite di campionato. Continua a giocare nel club anche nelle 3 stagioni successive, per un totale di 50 presenze e 5 reti in prima divisione nell'arco di 4 stagioni. Gioca la sua ultima partita da professionista l'8 aprile 1996, contro il Manchester Utd: nel corso dell'incontro, infatti, su un calcio d'angolo respinto da Peter Schmeichel, Busst si avventa sulla palla scontrandosi violentemente con Denis Irwin e Brian McClair. Nello scontro riporta una frattura scomposta di tibia e perone: l'infortunio è così grave che, ad un certo punto, fu presa in considerazione dai medici che lo curavano anche la possibilità di amputargli la gamba Durante la permanenza in ospedale subisce inoltre anche un'infezione da MRSA, ed in totale la gamba infortunata viene sottoposta a 22 interventi chirurgici. Emblematica l'immagine di Schmeichel che resosi conto della gravità dell'accaduto si allontana scuotendo la testa e coprendosi gli occhi. Il portiere danese ed altri giocatori dei Red Devils avranno bisogno dell'aiuto di uno psicologo per riprendersi dallo shock. Busst rimane teoricamente in attività fino al 6 novembre 1996, data in cui si ritira ufficialmente dal calcio professionistico: oltre alle fratture in quanto tali, a rendere impossibile il suo ritorno in campo furono anche le varie complicazioni (infezioni) post-infortunio. Nella stagione 2008-2009, a 12 anni di distanza dall'infortunio, ha giocato una partita con i dilettanti dell'Highgate United (in decima divisione).

### Allenatore
Dopo il ritiro Busst viene assunto dal Coventry City con un incarico dirigenziale minore (lavorando nel Football in the Community programme degli Sky Blues); nel corso degli anni, pur mantenendo tale incarico, ha anche allenato per alcuni anni dei club semiprofessionistici (dal 2000 al 2003 il Solihull Borough e dal 2003 al 2006 l'Evesham United).